# Амрум
Амрум или Амром (нем. Amrum, с.-фриз. Oomram) — один из Фризских островов в Северном море, находящийся под юрисдикцией Германии в Северной Фризии земли Шлезвиг-Гольштейн. Площадь острова составляет 20,46 км².
Остров Амрум является убежищем для многих исчезающих видов растений и животных; почва в основном неблагоприятна для сельского хозяйства.
Амрум является популярным немецким курортом и большинство населения острова, составляющее 2354 человека (2013), почти исключительно зависит от индустрии туризма.
Одной из главных достопримечательностей острова является одноимённый маяк.

## Амрум в ЭСБЕ
«Амрум или Амром — фрисландский остров в виде полумесяца, в Северном море, у западного берега Шлезвига, в Тондернском округе; занимает 28 км² и имеет в своих четырёх селениях не больше 571 человек. Обрабатывается только в центре и на восточной стороне, в остальных же местах покрыт дюнами. Значительная ловля устриц. Пролив между А. и Фером, шириною 8860 м, можно переходить вброд во время отлива».